# 孔热尼
孔热尼（法語：Congénies，法語發音：[kɔ̃ʒeni]）是法国加尔省的一个市镇，位于该省中南部，属于尼姆区。

## 地理
孔热尼（43°46'42"N, 4°9'36"E）面积8.64 平方千米，位于法国奧克西塔尼大區加尔省，该省份为法国南部沿海省份，南端濒地中海，北起顺时针与阿尔代什省、沃克吕兹省、罗讷河口省、埃罗省、阿韦龙省和洛泽尔省接壤。
与孔热尼接壤的市镇（或旧市镇、城区）包括：艾格维沃、欧拜、欧雅尔格、卡尔维松、瑞纳斯、维勒维埃耶。

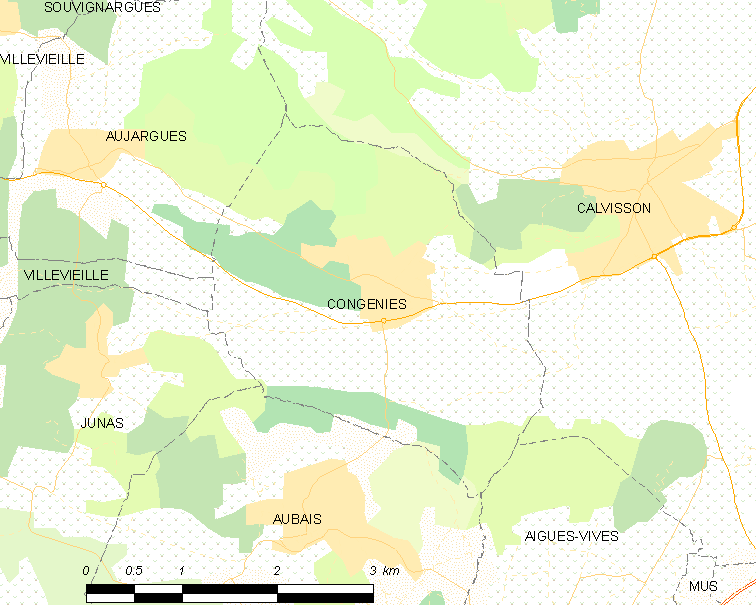
孔热尼的OSM定位图

孔热尼的时区为UTC+01:00、UTC+02:00（夏令时）。

## 行政
孔热尼的邮政编码为30111，INSEE市镇编码为30091。

## 政治
孔热尼所属的省级选区为卡尔维松县。

## 人口

1962-2008年间孔热尼人口变化图示

孔热尼于2022年1月1日时的人口数量为1628人。